# 500

## Nașteri
- Bhavyaviveka, savant indian (d. 578)
- Clotilde, fiica lui Clovis I (d. ?)
- Octa, rege al Kentului (d. ?)
- Procopius, istoric bizantin (d. 565)
- Teodora I, împărăteasă bizantină (d. 548)

## Decese
- Zu Chongzhi, 70 ani, matematician chinez (n. 429)